# Crkva Duha Svetoga u Velikom Grđevcu
Crkva Duha Svetoga u Velikom Grđevcu župna je rimokatolička crkva u mjestu Veliki Grđevac u Bjelovarsko-bilogorskoj županiji.
Veliki Grđevac je u kasnom srednjem vijeku bio sjedištem upravne i crkvene župe koja se spominje još 1334. i 1501. godine. Nakon turskih pustošenja, župa je obnovljena 1789. godine. Godine 1827. izgrađen je župni stan dok je 1832./'33. podignuta velika župna crkva Duha Svetoga. Jednobrodna je građevina pravokutnog tlocrta s užim, kvadratnim, segmentno zaključenim svetištem. S južne strane svetišta smještena je sakristija, a na glavnom pročelju, u središnjoj osi zvonik.
Crkva je oštećena u potresu kod Petrinje 2020. godine. Potrebna je zamjena lukovice na tornju i obnova.
Ovu crkvu je pohodila mlada djevojka Marija Bernadeta Banja, po nacionalnosti Mađarica rođena u Velikom Grđevcu 1912.. godine. Kasnije je postala časna sestra u družbi Kćeri Božje ljubavi. Ubijena je u Drugom svjetskom ratu u Goraždu u BIH, 15. prosinca 1941. Proglašena je blaženom u Sarajevu 24. rujna 2011. kao jedna od pet Drinskih mučenica. U crkvi se nalazi njihova slika te crkvu pohode hodočasnici. Tradicija obilježavanja spomendana bl. Drinskih mučenica traje u župi Veliki Grđevac od njihova proglašenja blaženim 2011. godine. Na datum njihove mučeničke smrti 15. prosinca na poseban se način vjernička zajednica i hodočasnici okupljaju na misnom slavlju.

## Zaštita
Pod oznakom Z-3116 vodi se kao nepokretno kulturno dobro - pojedinačno, pravnog statusa zaštićena kulturnog dobra, klasificirano kao "sakralna graditeljska baština".